# Centullus V van Béarn
Centullus V van Béarn bijgenaamd de Jonge (overleden in 1090) was van 1058 tot aan zijn dood burggraaf van Béarn. Hij behoorde tot het huis Béarn.

## Levensloop
Centullus V was de oudste zoon van medeburggraaf Gaston III van Béarn en Adelheid, dochter van burggraaf Arnold II van Lomagne. Aangezien zijn vader reeds rond 1045 was overleden, volgde hij in 1058 zijn grootvader Centullus IV op als burggraaf van Béarn. 
Centullus genoot een grote soevereiniteit. Hij sloeg zijn eigen munten in Morlaàs, de hoofdstad van Béarn. Van zijn suzerein, hertog Willem VIII van Aquitanië, kreeg hij tevens het burggraafschap Acqs en de graafschappen Orthe en Saliès toegewezen, waardoor hij meer autoriteit verwierf. Ook was Centullus de enige persoon die beroep mocht doen op de ridders van Béarn, die trouw moesten zweren aan de burggraaf. Hij gaf eveneens een charter aan de ontvolkte stad Oloron, met de bedoeling die te herbevolken. 
Hij was nauw betrokken bij de totstandkoming van de Gregoriaanse hervorming en had zeer goede banden met de Heilige Stoel. Hij deed verschillende donaties aan de kerk en beval de bouw van de kerk van Santa Fe in Morlaàs, het eerste Romaanse bouwwerk in Béarn.
Rond 1060 huwde Centullus V met Gisela, mogelijk een dochter van graaf Bernard II van Armagnac, een halfbroer van zijn moeder. Ze kregen een dochter Osquinette en een zoon Gaston IV (overleden in 1131), die zijn vader opvolgde als burggraaf van Béarn. In 1074 werd het huwelijk door paus Gregorius VII ontbonden, op grond van bloedverwantschap. In 1077 hertrouwde hij met gravin Beatrix I van Bigorre (1064-1095). Zij kregen twee zonen: Bernard III (overleden in 1113) en Centullus III (overleden in 1129), die later graaf van Bigorre werden. Centullus huwelijkte in dezelfde periode zijn oudste zoon Gaston uit aan Talesa, een buitenechtelijke dochter van koning Sancho I van Aragón. Als bruidsschat kreeg Gaston het burggraafschap Montaner toegewezen, dat toegevoegd werd aan Béarn. 
Door strategische huwelijken kon Centullus V zijn machtssfeer uitbreiden naar zijn westelijke buurstaten Bigorre en Montaner en een alliantie sluiten met het koninkrijk Aragón. Tegelijkertijd voerde hij oorlogen met zijn oostelijke buurstaten; zo lanceerde hij in 1082 een aanval op het burggraafschap Dax, waarbij hij echter een enorme nederlaag leed.
In 1079 nam Centullus deel aan de poging om Zaragoza in te nemen. De aanval werd echter afgeslagen door El Cid, die toen in dienst was van de Moren. In 1090 reisde hij opnieuw naar Aragón om koning Sancho I te begeleiden bij de aanval op Huesca, maar Centullus werd vermoord in de vallei van Tena.